# Jalšovík
Jalšovík este o comună slovacă, aflată în districtul Krupina din regiunea Banská Bystrica. Localitatea se află la altitudinea de 348 m deasupra n.m., se întinde pe o suprafață de 5,96 km2 și în 2017 număra 185 de locuitori.

## Istoric
Localitatea Jalšovík este atestată documentar din 1542.

## Demografie
| An:                | 1994 | 2004   | 2014   | 2024   |
| ------------------ | ---- | ------ | ------ | ------ |
| Număr de persoane: | 216  | 201    | 193    | 175    |
| Diferență:         |      | −6,94% | −3,98% | −9,32% |

| An:                | 2023 | 2024   |
| ------------------ | ---- | ------ |
| Număr de persoane: | 176  | 175    |
| Diferență:         |      | −0,56% |